# NGC 2076
NGC 2076 (również PGC 17804) – galaktyka spiralna (S0-a), znajdująca się w gwiazdozbiorze Zająca. Odkrył ją William Herschel 4 lutego 1785 roku.
W galaktyce tej zaobserwowano supernową SN 2003hx.